# Scampia

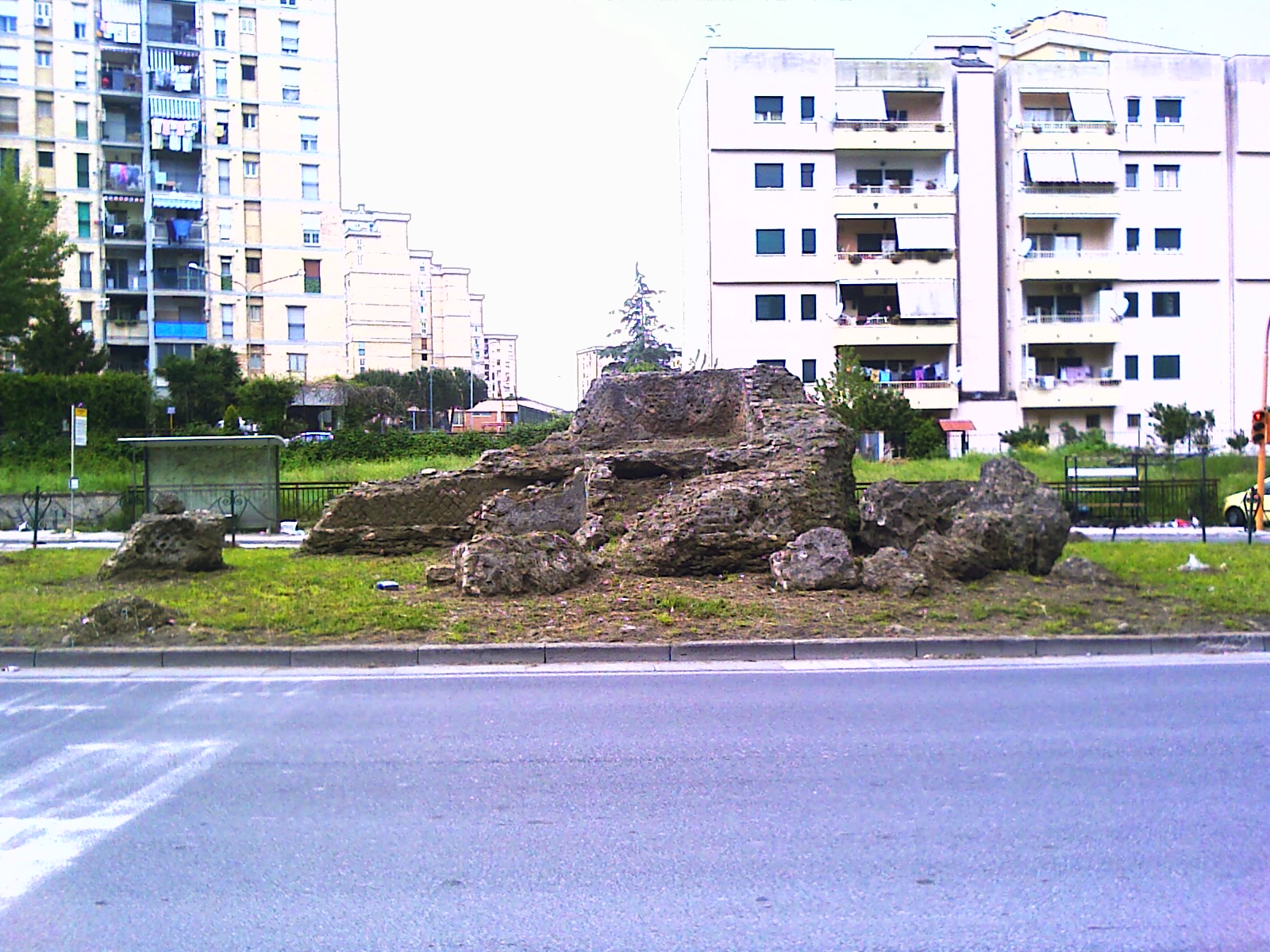
Vestiges romains

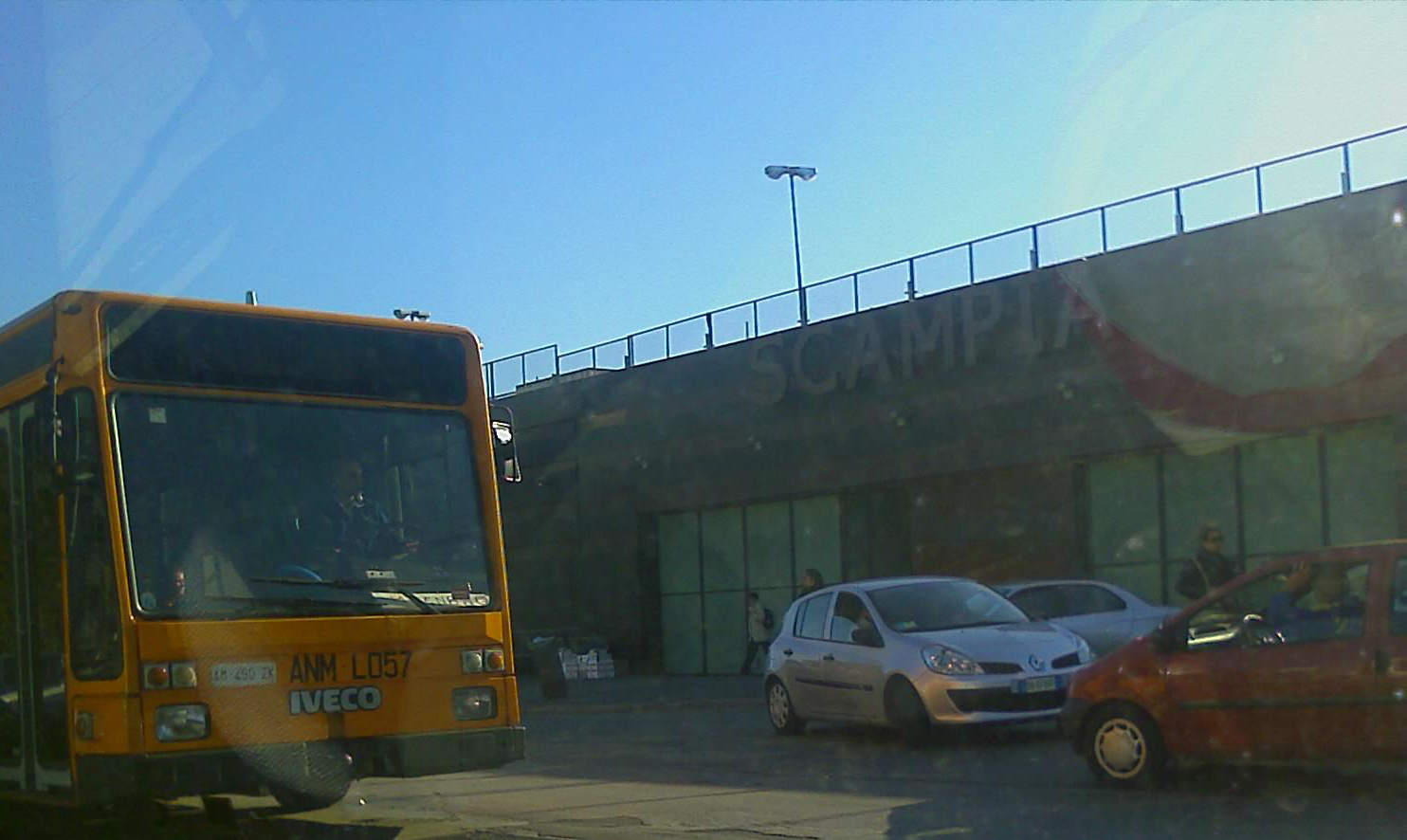
Sortie « Piscinola » de la Ligne 1 du métro de Naples

Scampia (ou Scampìa ; prononcé /skam'pia/) est le nom d'un quartier populaire de la banlieue de Naples, en Italie. Étendu sur 4,23 km², Scampia fut bâti grâce à une loi sur les logements sociaux entre les années 1970 et les années 1990. Avec Chiaiano (it) et Piscinola (it), Scampia forme la Municipalità 8 de Naples. Le quartier est situé au nord de la ville parthénopéenne, à côté notamment de Secondigliano, et 41 350 habitants y vivent , pour la plupart des familles défavorisées. Ce quartier est livré à lui-même depuis des années et la camorra, fortement implantée depuis longtemps, y règne en maître. Les Vele sont les bâtiments emblématiques du quartier.

## Description

### Un quartier marqué par la pauvreté et l'économie mafieuse
À Scampia, où le taux de chômage dépasse largement la moyenne nationale, le travail au noir est très élevé. Mais l'activité principale est le trafic de drogue, Scampia est en effet considéré comme étant le plus grand supermarché européen de vente de drogue au détail. Scampia est également considérée comme la banlieue la plus dangereuse d'Europe (6 chances sur dix de mourir avant 25 ans pour les trafiquants de stupéfiants). Une activité très lucrative : le clan de Paolo Di Lauro, puissant chef de la camorra qui contrôlait Scampia jusqu'au milieu des années 2000, gagnait environ 500 000 €[réf. nécessaire] par jour rien qu'avec le trafic et la vente de stupéfiants. Une activité lucrative qui attire dans cette micro-société de nombreux jeunes napolitains sans emploi, âgés pour la plupart de 12 à 30 ans, issus de familles défavorisées, prêts à tout pour améliorer leur quotidien, et utilisés par les chefs mafieux. Une sentinelle (sentinella), chargée de surveiller les accès aux places de vente de drogue (piazza di droga) peut toucher jusqu'à 1 500 € par mois, tandis qu'un dealer (pusher) peut encaisser jusqu'à 2 000 €[réf. nécessaire] par mois. Le responsable d'une place de vente de drogue (capopiazza), peut gagner entre 7 000 et 10 000 €. Un tueur (killer) est quant à lui payé autour de 2 500 € par assassinat. Une somme dérisoire quand on sait qu'on risque d'être condamné à la prison à vie (ergastolo), d'être à son tour assassiné au nom de la vengeance privée (vendetta), ou encore d'avoir un membre innocent de sa famille se faire assassiner au nom d'une vengeance indirecte (vendetta trasversale).
De nombreux habitants du quartier, hostiles à la camorra, accusent souvent un État italien qui serait incapable de lutter efficacement contre le crime organisé. En effet, avec un chiffre d’affaires annuel de la camorra estimé à plus de 12,5 milliards d’euros, c'est de toute façon de l'argent qui contribue indirectement à l'économie du pays. En 2009, l'État italien a néanmoins mis en place un plan de lutte contre la mafia qui aurait mené à une « [chute des] ventes de drogue de 90 % » selon la police.

### Architecture et urbanisme

#### De l'ambition sociale à la déréliction
À propos de ce quartier, Geppino Fiorenza, directeur de l’antenne napolitaine de Libera, une association luttant contre les mafias, dit : « Construire des immeubles au vert, c’était une idée positive en soi. Mais le résultat s’est avéré catastrophique. On y a concentré des milliers de personnes sans perspective d’avenir et pendant plusieurs décennies ce quartier a été abandonné à son destin ».
Selon Davide Cerullo, ancien membre de la mafia devenu photographe, « La mafia a besoin d'un lieu dégradé pour developper son activité, un lieu où l'État est absent (...) C'est ce qui s'est produit avec les Vele. »

#### Les emblématiques immeubles desVele

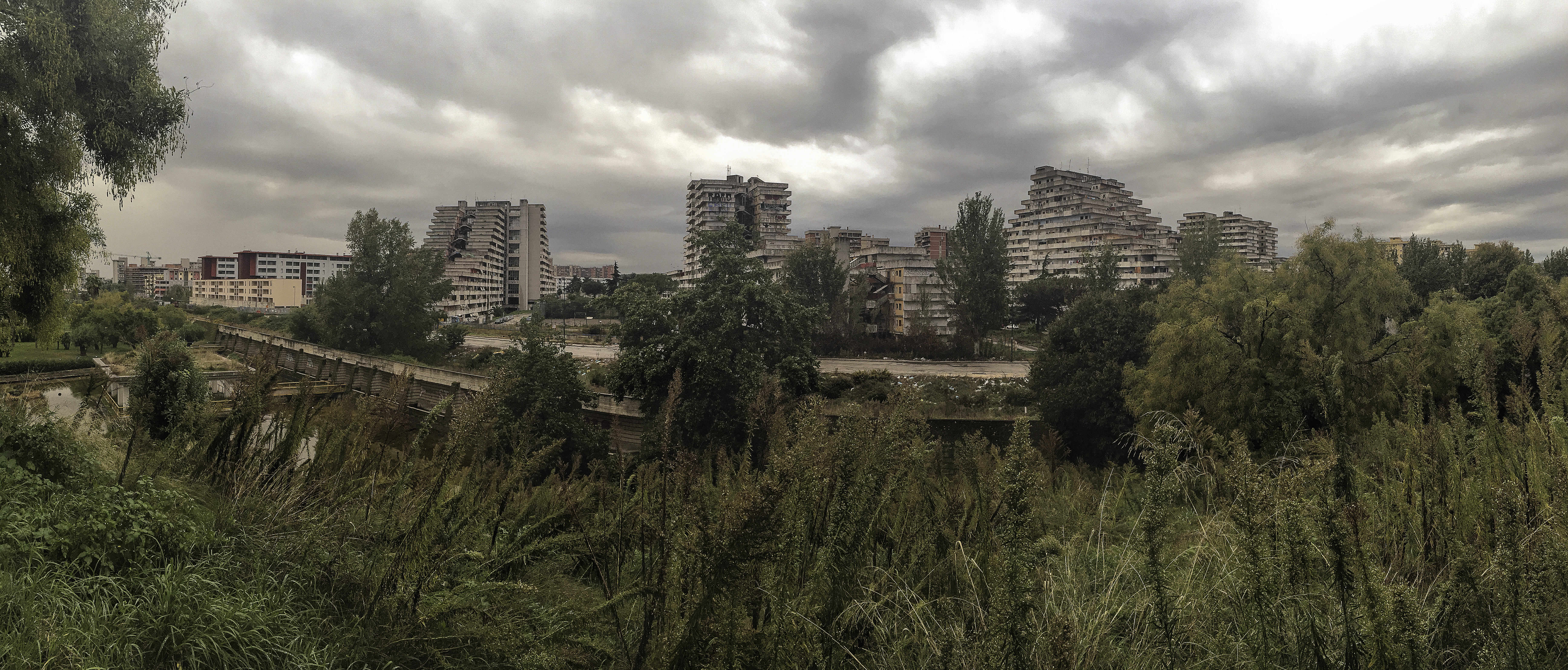
Les immeubles des Vele de Scampia

Les sept immeubles des Voiles (Vela au singulier, Vele au pluriel, en italien) furent emblématique du quartier de Scampia après leur construction entre 1963 et 1980. Grandes barres d'immeubles organisées autour d'allées centrales ouvertes, longues et étroites, prévues par leur architecte Franz Di Salvo pour refléter l'ambiance des ruelles du vieux Naples, elles se sont finalement avérées très propices aux trafics. Du fait de détournements d'argent, la construction n'a jamais été tout à fait terminée, et nombre d'appartements vacants ont été squattés par des familles sans abri à la suite d'un séisme dans la région en 1980.
Les Vele furent un grand centre des trafics de la Camorra du début des années 1980 jusqu'à 2010.
Trois immeubles ont été rasés entre 1997 et 2003, et la destruction de trois autres a été annoncée en 2019. Seul un des sept immeubles devrait être conservé comme témoin du passé du quartier. Roberto Saviano, journaliste qui a enquêté sur le système mafieux napolitain et qui a largement contribué à mettre en lumière le quartier de Scampia à travers ses travaux documentaires et fictionnels, est lui-même critique de cette opération d'urbanisme. La simple démolition du bâti n'apporterait selon lui pas de résolution aux véritables problèmes (déficit de services publics, de commerces, d'emplois...) qui lui semblent avoir été les conditions profondes de la prospérité de la Camorra dans le quartier.
En juillet 2024, l'effondrement des passerelles intérieures de la dernière "voile" habitée, la Vela Celesta fait deux morts, treize blessés et provoque l'évacuation des 800 résidents.

## Filmographie

### Cinéma
Le tout premier film montrant quartier de Scampia ainsi que les fameuses Vele fut Le occasioni di Rosa, réalisée par Salvatore Piscicelli, sorti en 1981. À cette époque le quartier était encore jeune, les voiles étaient encore récentes, propres et en bonne état avant de devenir vétustes et dégradées. 
Le quartier de Scampia a des années plus tard inspiré en partie le film Gomorradont il a servi de lieu de tournage comme étant le principal fief des personnages du film et des événements qui se passe, sorti en 2008 et tiré du best-seller du jeune journaliste napolitain Roberto Saviano. La série télévisée homonyme est en partie tournée dans le quartier à partir de 2014.

### Musique
Le tout premier clip musical montrant le quartier Scampia, fut celui de la chanson Into'Rione, du groupe de rap napolitain Co'Sang en 2006.
Plusieurs clips de rap français ont été tournés à Scampia, comme Gomorra de SCH ou Le monde ou rien de PNL en 2015 ou L’immortale de Lacrim en 2021.

## Personnalités nées dans le quartier Scampia
Rolando Mandragora, né le 29 juin 1997 à Naples (Scampia) , est un footballeur italien.
Armando Izzo, né le 2 mars 1992 à Naples (Scampia), est un footballeur italien.
Deborah De Luca, née en 1980 à Naples (Scampia), est une artiste de musique électronique. 
Co'Sang, rappeurs 
Et bien d'autres, dont beaucoup de mafieux liés à la Camorra.[réf. nécessaire]